# WCW Sin
WCW Sin est une manifestation télédiffusée de catch visible uniquement en paiement à la séance produite par la World Championship Wrestling qui remplace Souled Out. C'est l'antépénultième évènement de la WCW avant son rachat par la World Wrestling Federation. Il se déroule le 14 janvier 2001 au Conseco Fieldhouse d'Indianapolis dans l'Indiana.

## Résultats
- Chavo Guerrero, Jr. def. Shane Helms pour conserver le WCW Cruiserweight Championship (11:14)
  - Guerrero effectue le tombé sur Helms après un brainbuster.
- Reno def. Big Vito (8:41)
  - Reno a effectué le tombé sur Vito après un Roll of the Dice.
- The Jung Dragons (Yun Yang et Kaz Hayashi) (w/Leia Meow) def. Evan Karagias et Jamie Knoble (9:21)
  - Yang a effectué le tombé sur Knoble avec un roll-up.
- Ernest Miller (en) (w/Ms. Jones) def. Mike Sanders (5:44)
  - Miller a effectué le tombé sur Sanders après un Feliner pour avoir Ms. Jones et devenir le Comissionaire de la WCW.
- Team Canada (Lance Storm, Mike Awesome et Elix Skipper) (w/Major Gunns) def. The Filthy Animals (Konnan, Rey Mysterio, Jr. et Billy Kidman) (w/Tygress) (avec Jim Duggan en tant qu'arbitre spécial) dans un Penalty Box match (13:07)
  - Storm a fait abandonner Kidman sur une Maple Leaf.
  - Si un catcheur ne respectait pas les règles, Duggan l'envoyait dans une penalty box pour une minute.
- Meng def. Terry Funk (c) et Crowbar (w/Daffney) dans un Triple Threat match pour remporter le WCW Hardcore Championship (11:41)
  - Meng a effectué le tombé sur Funk avec le Tongan Death Grip.
- The Natural Born Thrillers (Sean O'Haire et Chuck Palumbo) (w/Mike Sanders) def. The Insiders (Kevin Nash et Diamond Dallas Page) pour remporter le WCW World Tag Team Championship (11:16)
  - O'Haire a effectué le tombé sur Nash après une Seanton Bomb.
- Shane Douglas def. General Rection dans un First Blood Chain match pour remporter le WCW United States Championship (11:36)
  - Douglas a ouvert le front de Rection avec la chaîne pour l'emporter.
- Totally Buff (Lex Luger et Buff Bagwell) def. Goldberg et Dwayne Bruce dans un No Disqualification match (11:00)
  - Luger a effectué le tombé sur Goldberg après un Buff Blockbuster de Bagwell.
  - À la suite de cette défaite, Goldberg devait prendre sa retraite.
- Clasher def. Pat Games (5:43)
  - Clasher a obtenu la victoire à l'aide de son Stunner. Domino Jonathan est venu au bord du ring pour distraire Pat Games.
- Scott Steiner (w/Midajah) def. Jeff Jarrett, Sid Vicious et Road Warrior Animal dans un Four Corners match pour conserver le WCW World Heavyweight Championship (7:53)
  - Steiner a effectué le tombé sur Vicious après qu'Animal l'a frappé à la tête.
  - C'est dans ce match que Vicious souffrait d'une grave fracture à sa jambe.